# 海龙镇 (梅河口市)
海龙镇，是中华人民共和国吉林省通化市梅河口市下辖的一个乡镇级行政单位。

## 行政区划
海龙镇下辖以下地区：
九龙社区、龙兴社区、西关社区、春明村、春光村、大榆树村、新胜村、正义村、东吉村、利民村、裕民村、兴隆村、先锋村、先进村、向前村、八家岗村、双顶村、鲜红村、双锋村和城南村。